# Clemens Laby
Clemens Laby (geboren 22. November 1900 in Beuthen O. S.; gestorben 17. Januar 1984 in Bonn) war ein deutscher Bergbauingenieur und Spion westlicher Geheimdienste gegen die DDR. Sein Deckname war „Gerber“, seine Geheimdienstkennung „V-4907“.

## Leben

### Ausbildung
Clemens Laby arbeitete als Praktikant am Ende der Oberschulzeit um 1920 auf der Oheimgrube in Kattowitz, studierte anschließend Bergbau an der Technischen Hochschule Berlin und schloss mit Diplom ab. 1926 ging er zur polnischen Kohlenverwaltung. Nach der Annexion Polens durch die Wehrmacht kam Laby zur deutschen Kohlenverwaltung in Oberschlesien. Von Oktober 1942 bis Januar 1945 gehörte er der Verwaltung der Sierszaer Steinkohlengewerkschaft an. Laby flüchtete gegen Ende des Zweiten Weltkriegs vor dem Vormarsch der Sowjetischen Truppen nach Westen und bekam Ende 1945 eine Anstellung beim Vorläufer der Deutschen Zentralverwaltung für Brennstoffindustrie in Ost-Berlin. Dort stieg er zum persönlichen Referenten des Leiters Gustav Sobottka auf und bekam tiefe Einblicke in die Steinkohleproduktion in der sowjetischen Besatzungszone.

### Agent für den BND
Seine Beweggründe, Informationen aus der Zentralverwaltung für Brennstoffindustrie an die sich gerade formierende Organisation Gehlen (Vorgänger des Bundesnachrichtendiensts) zu überbringen, sind nicht bekannt. Der Jurist Karl Laurenz, den Laby später als Spion anheuerte, lernte ihn dort 1945 als Sicherheitsexperten für den Kohleabbau bei der Technischen Bergbauinspektion kennen. Nach Aussagen von Laurenz in dessen Strafprozess 1955 verließ Laby die Zentralverwaltung 1949, weil er von West- nach Ost-Berlin hätte umziehen müssen, was er nicht wollte. Im selben Jahr war er bereits hauptamtlicher Mitarbeiter des West-Geheimdiensts. Sein Deckname war „Gerber“. Labys Unterlagen und Kontakte schienen Gehlen so wichtig, dass eine verstärkte Zusammenarbeit nur an den hohen Honorarforderungen Labys scheiterte. Erst mit dem CIA-Programm „Jupiter“ flossen signifikante Mittel an die Organisation Gehlen. 1951 erhielt Laby monatlich 800 DM plus Spesen.
Die CIA verlangte im Gegenzug eine nachrichtendienstliche Überwachung der Treibstoffproduktion in Ostdeutschland. Dazu ließ Laby seine Kontakte von früher spielen: Ein Referent in der DDR-Kohlezentralverwaltung lief unter dem Decknamen „Brenner“; dieser warb als Ablösung seinen Kollegen „Graff“ im Hauptamt für Chemie an, dieser wiederum Fürst aus dem DDR-Ministerium für Schwerindustrie, Fürst warb 1953 V-4961 an usw. Die Zentrale des 1952 gegründeten BND in Pullach schätzte die Bedeutung dieser Informationen sehr hoch ein. Sie kannte die Treibstoffproduktion in der DDR bis ins Detail.
Laby unterhielt als Mitglied der katholischen Studentenverbindung AV Hansea Berlin Verbindungen zum Cartellverband der katholischen deutschen Studentenverbindungen, wo sich Kollegen aus dem oberschlesischen Bergbau trafen, die später Manager der westdeutschen Kohleindustrie wurden, etwa Anton Große-Boymann und Heinrich Kost, und ab 1947 zur unter britischer Verwaltung stehenden North German Coal Corporation, dem Vorgänger der 1949 gegründeten Internationalen Ruhrbehörde, wechselten.

### Ende der Agententätigkeit
1950 benannte er seinen Nachfolger bei der Ausspionierung der Abteilung Steinkohle der DDR Kurt Hielscher alias „Carbon I“. Er selbst behielt  von Essen aus, wo er in der westdeutschen Kohlebergbauleitung arbeitete, weiter viele Fäden in der Hand. Schon aus dem Studium und später aus seiner Zeit in der Zentralverwaltung der Brennstoffindustrie kannte er den DDR-Professor für Bergbau Otto Fleischer. Fleischer litt unter dem maroden Zustand von Bergbaugruben und Maschinen und suchte Kontakt zum Westen. Laby riet Fleischer davon ab, von Zwickau in den Westen zu ziehen – mit der Begründung, dieser werde als Übermittler von Informationen aus dem Bergbau Ostdeutschlands gebraucht. In der Urteilsbegründung im späteren Prozess gegen Fleischer und Kollegen hieß es:
„Anfang 1947 fand zwischen Laby und den Angeklagten Fleischer und Kappler in Zwickau eine Besprechung statt, in deren Verlauf Laby den Angeklagten erklärte, daß die Ruhrindustrie nicht daran denke, Material für den Ausbau der volkseigenen Kohlenwirtschaft zu liefern. Es komme nunmehr darauf an, zu beweisen, daß der Aufbau der volkseigenen Wirtschaft ohne Hilfe der kapitalistischen Ruhrindustrie nicht möglich sei. Alle drei kamen daraufhin überein, weitere Personen in ihren Plan einzubeziehen. […] Laby war daran interessiert, für die Kohlenbergbauleitung [im Westen] Nachrichten über die Entwicklung des Zwickau-Oelsnitzer Steinkohlenbergbaus zu sammeln. Die daraufhin von Fleischer an Laby gelieferten Dokumente und mündlichen Informationen ermöglichten es, einen detaillierten Überblick über die gesamte Lage des sächsischen Steinkohlenbergbaus und über die Verhältnisse in der Bergakademie Freiberg zu gewinnen. […] Durch die Preisgabe der beabsichtigten Westeinkäufe war es dem amerikanischen Geheimdienst möglich, die für den sächsischen Steinkohlebergbau dringend benötigten Materialien auf ihre so genannte Vorbehaltsliste zu setzen und damit eine Lieferung an die Deutsche Demokratische Republik zu verhindern.“
Ende 1952 wurde Fleischer, 1953 Hielscher festgenommen. Etwa um diese Zeit lief Labys nachrichtendienstliche Tätigkeit langsam aus. Er gehörte dem 1950 gegründeten Bund der Heimatvertriebenen an und arbeitete im Bundesnotaufnahme-Bereich des Vertriebenenministeriums, von wo er Pullach ab und an Hinweise über Flüchtlinge lieferte, die er für anwerbenswert hielt. Danach verlieren sich seine Spuren. Laby verstarb 1984 in Bonn. Er hinterließ seine Ehefrau.
Der Bundesnachrichtendienst notierte 1963 rückblickend, „dass sich der ehem. V-4907 wie kaum ein anderer mit seinem Namen und dem BND bzw. der Vorläuferorganisation identifiziert hat. Im Übrigen hat er sich stets fair verhalten.“